# Улица Швейцаровка
Улица Швейцаровка (до 2022 года — улица Пугачёва) (укр. Вулиця Швейцарівка) — улица в Новозаводском районе города Чернигова. Пролегает от проспекта Мира (без проезда) до тупика возле стадиона школы № 32, исторически сложившаяся местность (район) Красный Хутор.
Примыкает улица 1 Гвардейской армии.

## История
Незаможная улица проложена в 1930-е годы. Была застроена индивидуальными домами. Изначально улица не имела выхода к другим улицам. 
В 1960 году Незаможная улица переименована на улица Пугачёва — в честь донского казака Емельяна Ивановича Пугачёва.
В 1980-е годы парная сторона была преобразована: построен квартал многоэтажной застройки, усадебная застройка почти полностью ликвидирована.
С целью проведения политики очищения городского пространства от топонимов, которые возвеличивают, увековечивают, пропагандируют или символизируют Российскую Федерацию и Республику Беларусь, 1 августа 2022 года улица получила современное название — в честь исторически сложившаяся местности Швейцаровка, согласно Решению Черниговского городского совета № 19/VIII-6 «Про переименование улиц в городе Чернигове» («Про перейменування вулиць у м. Чернігові»).

## Застройка
Улица проложена в юго-западном направлении параллельно улицам Мартына Небабы и Шевчука. Парная и непарная стороны улицы заняты усадебной застройкой. Парная сторона улицы имеет только два дома, остальная часть занята многоэтажными домами улицы 1 Гвардейской армии. 
Учреждения: нет